# Geymüllerschlössel
Geymüllerschlössel (také Geymüller-Schloßchen nebo Mautnerova vila) je zámeček, dvoupatrová stavba obklopená parkem, při ulici Khevenhüllerstrasse 2, v 18. vídeňském obvodu Währing, v katastru obce Pötzleinsdorf. Stojí severně od Pötzleinsdorfského zámeckého parku.

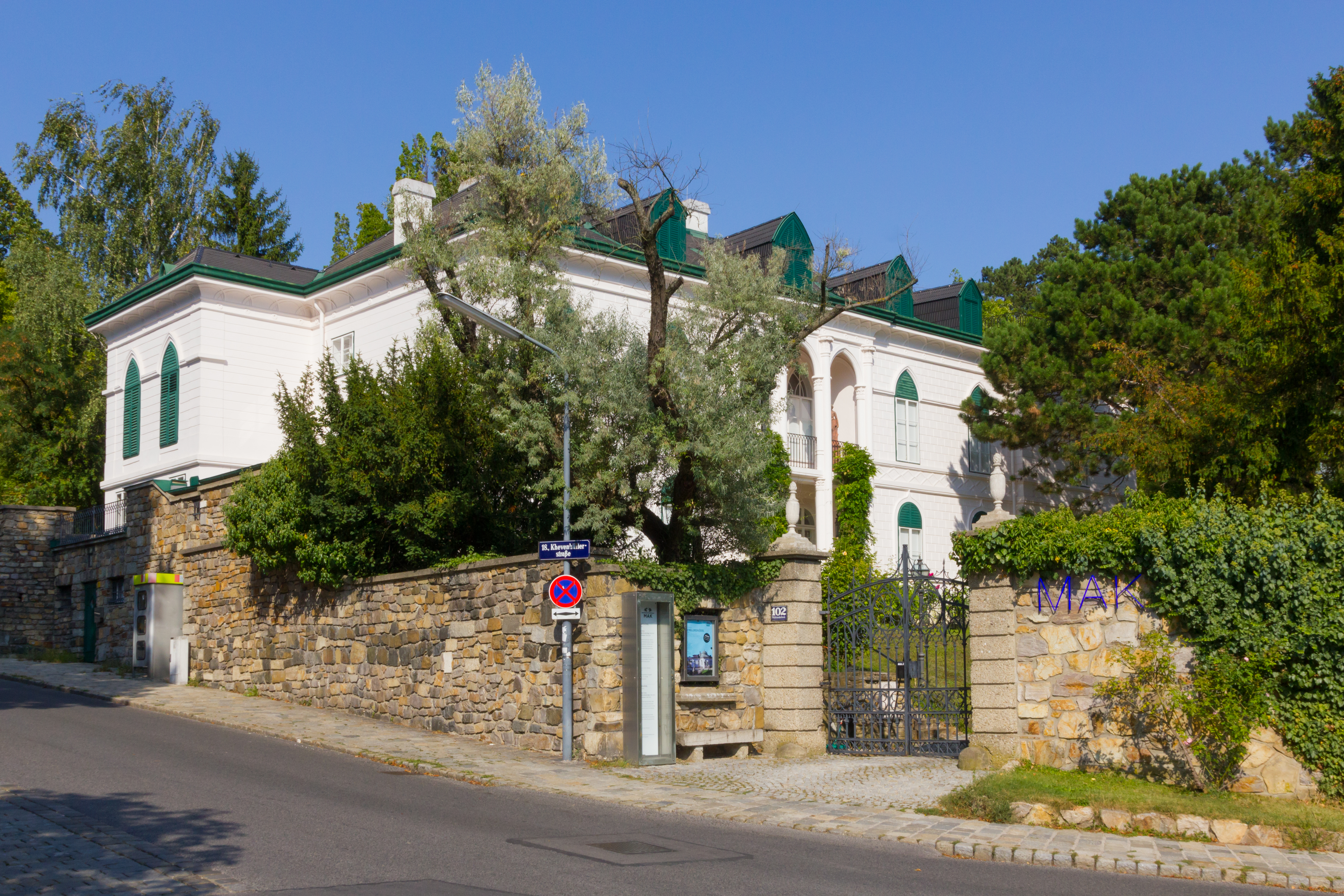
Geymüllerschlössl

## Dějiny
Geymüllerschlössel je pojmenován po svém stavebníkovi, baronu Johannu Jakobu Geymüllerovi (1760–1834), bratrovi statkáře a majitele zámku Pötzleinsdorf Johanna Heinricha Geymüllera (1754–1824). Johann Jakob s rodinou bydlel v centru Vídně ve Wallnerstrasse 8, v paláci Geymüller-Caprara. Víkendovou budovu „pro potěšení“ mu v roce 1808 v rozlehlém parku postavil neznámý architekt. Její historizující styl je složen z jednoduché klasicistní dispozice zámku, s architektonickými články a dekorací z gotických a orientálních prvků. Hlavní průčelí je šířkové a obrací se na jih do parku trojosou lodžií, nesenou třemi staroegyptskými sloupy; hrotitá okna a štukatury v interiérech jsou novogotické. 
Posledním majitelem z rodu Geymüllerů byl synovec stavitelů Johann Heinrich von Geymüller-Falkner (někdy nazývaný Johann Heinrich von Geymüller mladší).
Po několika změnách vlastníků roku 1888 zámeček koupil původem východočeský textilní průmyslník Isidor Mautner (1852 Náchod-1930 Vídeň), po němž se stavba začala nazývat „Mautnerova vila“. Ten jej v době velké hospodářské krize v roce 1929 musel dát do zástavy Rakouské národní bance. Hypotéka byla v roce 1938 převedena na Deutsche Reichsbank, která zámeček v roce 1944 jako židovský soukromý majetek arizovala. Plánované demolici zabránili památkáři. V roce 1948 prodala Rakouská národní banka již zchátralou budovu Rakouské republice. Od ní si ji pronajal politik a ředitel Rakouské státní tiskárny, brněnský rodák JUDr. Franz Sobek (1903-1975), za vysokou cenu a s doživotním užívacím právem. Uložil zde i svou sbírku starožitných hodin. 
Byl mecenášem umění a svou sbírku i vybavení zámečku odkázal státu.
Po jeho smrti se zámeček stal pobočkou vídeňského Uměleckoprůmyslového muzea MAK, nejdříve depozitářem a od roku 1988 také expozicí. Po rekonstrukci stavby z roku 2021 byla nepůvodní "schönbrunnská žlutá" fasáda nahrazena původními bílými omítkami a  odstraněny nestylové zásahy pozdějších úprav.

## Sbírky
Interiéry zámečku jsou zařízeny nábytkem z období klasicismu, empíru a biedermeieru, vystavena je rovněž rozsáhlá sbírka hodin Franze Sobka. V roce 2021 byla otevřena badatelna s textovou a obrazovou dokumentací. Konají se zde příležitostně také výstavy.